# Mariusz Stępień
Mariusz Adam Stępień (ur. 8 marca 1974 w Częstochowie) – polski inżynier, elektrotechnik i energoelektronik, doktor habilitowany nauk technicznych, profesor Politechniki Śląskiej, wykładowca Wydziału Elektrycznego. Specjalizuje się w zakresie nadprzewodnictwa, głównie wysokotemperaturowego, przekształcania wysokiej częstotliwości oraz zgrzewania rezystancyjnego, a także modelowania numerycznego MES elementów i systemów elektrotechnicznych.

## Biogram
W 1999 ukończył studia na Wydziale Elektrycznym Politechniki Śląskiej, z którym następnie związał swoją karierę zawodową. Pracę magisterską oraz pracę doktorską zrealizował pod kierunkiem prof. Bogusława Grzesika. Tematem pracy doktorskiej, obronionej w 2006 roku, była Analiza właściwości oraz optymalizacja konstrukcji transformatora energoelektronicznego z uzwojeniami koncentrycznymi silnie sprzężonymi. W roku 2004 został zatrudniony na stanowisku asystenta w Katedrze Energoelektroniki, Napędu Elektrycznego i Robotyki. Od 2006 roku, po obronie doktoratu, objął stanowisko adiunkta.  W 2019 uzyskał stopień doktora habilitowanego na podstawie cyklu publikacji pod wspólnym tytułem Analiza i optymalizacja złożonych torów prądowych w układach przekształcania energii elektrycznej. Od 2019 roku pracuje w Politechnice Śląskiej na stanowisku profesora uczelni. Jest członkiem Rady Dyscypliny Automatyka, Elektronika i Elektrotechnika w Politechnice Śląskiej i koordynatorem programu Erasmus+ na Wydziale Elektrycznym.

## Dorobek naukowy i dydaktyczny
Jest autorem ponad 150 prac naukowych, artykułów, patentów oraz opracowań technicznych, w tym ponad 30 publikacji indeksowanych w WoS. Uczestniczył w realizacji kilkunastu projektów badawczych finansowanych ze środków krajowych i międzynarodowych, w tym 5 i 6 Programu Ramowego UE oraz programu Horyzont 2020. W kilku z nich był kierownikiem. Uczestniczył w realizacji projektu w ramach koordynowanego przez Fundację Rozwoju Kardiochirurgii Rządowego Programu Wieloletniego pt. Polskie Sztuczne Serce w ramach którego był członkiem zespołu konstruującego system bezprzewodowego zasilania sztucznego serca. We współpracy z Instytutem Spawalnictwa (Sieć Badawcza Łukasiewicz) uczestniczył w opracowaniu innowacyjnej zgrzewarki rezystancyjnej, nagrodzonej na Targach Innowacyjności w Genewie.
Promotor ponad 100 prac magisterskich i projektów inżynierskich. Koordynator licznych projektów edukacyjnych, w tym międzynarodowych, realizowanych w ramach Partnerstw Strategicznych programu Erasmus+ oraz we współpracy z DAAD i NAWA. Współtwórca i kierownik badawczo-dydaktycznego Laboratorium Nadprzewodnictwa na Wydziale Elektrycznym Politechniki Śląskiej.

### Wybrane projekty badawcze i dydaktyczne (kierownik)
- Projekt badawczy KBN: Przebadanie właściwości współosiowej konstrukcji rozłożonej transformatora energoelektronicznego wysokiej częstotliwości, 2001-2002
- Projekt badawczy MNiSW: Badania symulacyjno - eksperymentalne transformatora nadprzewodnikowego HTS do niskoczęstotliwościowych zastosowań energoelektronicznych, 2005-2007
- Projekt badawczy MNiSW: Przebadanie nadprzewodnikowego transformatora toroidalnego HTS pod względem technologii konstrukcji i materiałów w celu podwyższenia sprawności i gęstości mocy, 2010-2012
- Projekt badawczy NCN: Modelowanie polowe MES w analizie quenchu i strat mocy w strukturach nadprzewodnikowych, 2012-2015
- Projekt dydaktyczny Erasmus+ KA2: Efektywna współpraca w edukacji szkolnej zorientowana na rozwój technologiczny, 2017-2019
- Projekt dydaktyczny Erasmus+ KA2: Akademia Młodego Ratownika w Pierwszej Pomocy i Ochronie Życia, 2018-2021.

### Wybrane patentyUP RP(współautorskie)
- P.193990: Transformator współosiowy modularny bezrdzeniowy,
- P.215566: Sposób i stanowisko do wykonania złącza termoparowego do pomiaru temperatury w elementach małogabarytowych,
- P.222764: Zgrzewarka inwertorowa, zwłaszcza do zgrzewania punktowego,
- P.222475: Kaskada elektromagnetyczna, zwłaszcza do zgrzewarek rezystancyjnych.

## Aktywność naukowa i organizacyjna
Działa w krajowych i międzynarodowych organizacjach i towarzystwach naukowych. Jest między innymi członkiem stowarzyszonym Komitetu Elektrotechniki Polskiej Akademii Nauk w Sekcji Materiałów i Technologii Elektrotechnicznych, członkiem Stowarzyszenia Elektryków Polskich. Jest członkiem stowarzyszenia branżowego IEEE w stopniu Senior Member. W kadencji 2020-2022 pełni funkcję wiceprzewodniczącego Oddziału Magnetics Polskiej Sekcji IEEE. W Politechnice Śląskiej koordynuje współracę z siecią CUCEE - Cooperation of Universities in Central and Eastern Europe. Jest ekspertem Narodowego Centrum Badań i Rozwoju, Fundacji Rozwoju Systemu Edukacji oraz ekspertem European Development Institute. Pełni również funkcję członka komitetu naukowego kilku międzynarodowych konferencji.

## Wyróżnienia i odznaczenia
Odznaczony brązowym Krzyżem Zasługi (2009) oraz Medalem Komisji Edukacji Narodowej (2018). Laureat indywidualnej Nagrody Ministra Nauki i Szkolnictwa Wyższego (2017) oraz wielokrotny laureat nagród Rektora Politechniki Śląskiej.